# Béjar
Béjar (spanskt uttal: [ˈbexaɾ]) är en stad och kommun i provinsen Salamanca i den autonoma regionen Kastilien och León i västra Spanien. Staden ligger cirka 65 kilometer söder om Salamanca. Kommunen har 11 957 invånare (2024), på en yta av 45,74 km².